# Hooggerechtshof van Californië

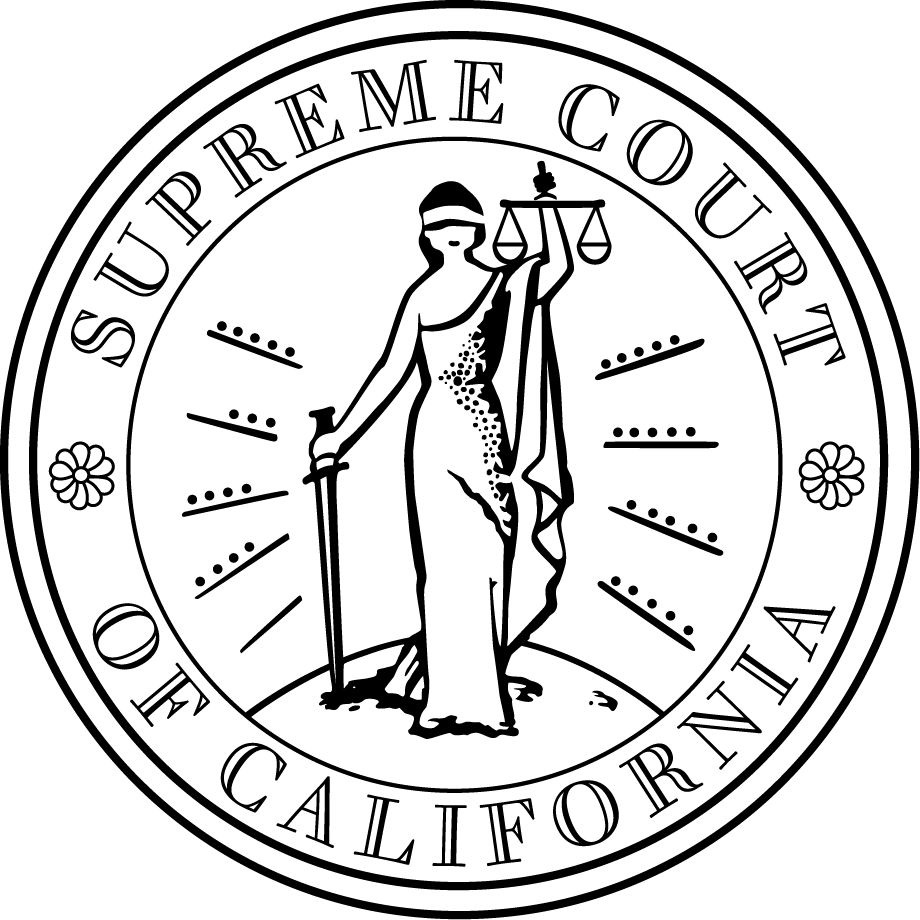
Zegel van het Hooggerechtshof van Californië.

Het Hooggerechtshof van Californië (Engels: Supreme Court of California) is de hoogste rechtbank op het niveau van de Amerikaanse deelstaat Californië. De beslissingen van het Californische Hooggerechtshof zijn bindend voor alle andere rechtbanken van de staat. Het Hooggerechtshof heeft zijn hoofdzetel in het Earl Warren Building in San Francisco. Het organiseert daarnaast regelmatig sessies in Los Angeles en Sacramento.
De rechters worden benoemd door de Gouverneur van Californië. Bij de eerstvolgende algemene verkiezing moeten ze goedgekeurd worden door de kiezers en daarna opnieuw om de twaalf jaar.
Er zijn zeven opperrechters, waaronder één Chief Justice.